# Love for Sale (canção)
"Love for Sale" é uma canção de Cole Porter introduzido por Kathryn Crawford no musical The New Yorkers, que estreou na Broadway em 8 de dezembro de 1930 e se encerrou em maio de 1931 após 168 apresentações. A canção é escrita do ponto de vista de uma prostituta que faz publicidade de um "amor à venda".

## Versão inicial
O refrão da música, como muitos no Great American Songbook, está escrito no formato A-A-B-A. No entanto, em vez de 32 barras, tem 64, Mais uma etiqueta de 8 barras. A tag é frequentemente descartada quando a música é executada. A melodia, como muitas de Porter, muda entre um sentimento maior e menor.  A seção A está na chave do B-plano menor antes de modular para B-plano maior e para trás.

## Antecedente
Quando a música foi lançada em 1930, um jornal a rotulou como 'in bad taste'; as estações de rádio evitavam transmiti-la. Por causa das reclamações, Porter mudou a configuração da Música no musical para o Cotton Club em Harlem, onde foi cantado pela afro-americana, Elisabeth Welch, em vez da cantora branca Kathryn Crawford.
Gravações populares em 1931 foram feitas por Libby Holman e por Fred Waring da Pennsylvanians. A orquestra de Jack Teagarden gravou a música em fevereiro de 1940, com Kitty Kallen como vocalista em destaque.

## Versões covers
- Billie Holiday gravou uma versão da música em 1952.[4]
- Ella Fitzgerald gravou a música para seu álbum de 1956 Ella Fitzgerald Sings the Cole Porter Song Book.
- Tony Bennett gravou uma versão em seu álbum de 1957 The Beat of My Heart.
- Miles Davis gravou uma versão da música com seu sexteto em 1958, lançado no 1958 Miles e como uma faixa bônus na reedição de 2008 de Kind of Blue.
- Boney M. lançou uma versão disco dele em seu álbum Love for Sale (1977).
- Astrud Gilberto - para o álbum That Girl for Ipanema (1977).[8]
- The Manhattan Transfer incluiu esta música em seu álbum de 1978 Pastiche.
- Elvis Costello lançou uma versão da música, incluindo o verso de abertura (prólogo), em um relançamento de seu álbum de 1981 Trust.
- Anne Pigalle produzido por Adrian Sherwood e lançado pela Illuminated Records em 1982
- Vic Godard And The Subway Sect - para o álbum dele Songs for Sale (1982).[9]
- Jacky Terrasson incluiu a música em seu álbum ao vivo de 1998 Alive.
- Seal gravou uma versão da música para seu álbum de 2017 Standards.
- Pink Martini publicou uma versão da música em seu álbum de 2016 Je dis oui!.
- k. d. lang lançou uma versão em 2010.

Também é amplamente gravado como um padrão de jazz. As versões instrumentais incluíam aquelas por Sidney Bechet, Erroll Garner, Stan Kenton, Charlie Parker, The Three Sons, Art Tatum, Cannonball Adderley, Dexter Gordon, Buddy Rich, Ryo Fukui, e Cecil Taylor. Há uma versão da música de Hal Kemp's Orch. & Os Smoothies, 1940.

## Versão de Tony Bennett e Lady Gaga

### Antecedentes e composição
Tony Bennett e Lady Gaga lançaram um álbum colaborativo de jazz, intitulado Cheek ti Cheek, em 2014. Logo após o lançamento do álbum, Bennett perguntou a Gaga se ela gostaria de gravar outro álbum com ele, desta vez com músicas escritas por Cole Porter. Aceitando o convite, a dupla gravou seu segundo álbum colaborativo, Love for Sale. Depois que o disco terminou, eles passaram por todas as músicas para escolher o título do álbum e decidiram nomeá-lo após a música "Love for Sale", que era a favorita de Bennett. "Love for Sale" foi mais tarde escolhido como o segundo single do álbum, lançado em 17 de setembro de 2021, para varejistas digitais.
A interpretação da dupla da música de Cole Porter é um dueto antiquado, linhas de negociação e harmonias sobre uma grande banda. A música começa com Bennett cantando suavemente as linhas sozinho, com o arranjo da  banda se juntando a ele no refrão. Gaga, com voz suave, se junta a ele. A faixa traz uma " ajuda saudável da velha escola da Broadway razzle-dazzle" para o "cenário sombrio", o "mundo desprezível do trabalho sexual".

### Recepção crítica
Justin Curto da Vulture acredita que o relacionamento colaborativo frutífero de Bennett e Gaga está "em exibição principal" na música, que vê "os cantores ficarem de pé no padrão sensual". El Hunt da NME  diz que na música Gaga "canaliza o entusiasmo balançando os braços e  dançando como em Oliver!: 'quem vai comprar?' ela grita." De acordo com Derrick Rossignol em Uproxx, a música "mostra que Bennett não perdeu suas costeletas vocais mesmo aos 95 anos e que Gaga continua sendo um excelente acompanhamento para a lenda." Ross Horton do The Line of Best Fit diz que "Love for Sale", juntamente com as duas faixas de abertura do álbum "Its De-Lovely" e "Night and Day", mostra o quão bem os vocais das duplas se juntam, dizendo: "as vozes de Bennett e Gaga parecem se recuperar e ficam encorajadas e animadas por sua presença." Mary Siroky da Consequence fala que a dupla está "imbuindo a faixa-título com energia refrescante e sincera." Eric Handerson da Slant Magazine foi crítico de sua versão da música, que "cantada a partir do ponto de vista de uma profissional do sexo, literalmente não faz sentido ser cantado por uma dupla."

### Vídeoclipe e promoção
O videoclipe que o acompanha estreou na MTV em 18 de setembro de 2021. Começa com Gaga exclamando "estou cantando com Tony B!", e então mostra a dupla gravando a música em estudio, com Gaga se contorcendo durante a sessão. O visual é cortado com clipes do par rindo juntos, e fotos ocasionais de close-up da big band. No final do vídeo, Gaga declara "temos esse final, nós o colamos", e a sessão termina com os dois se abraçando. Joe Nolfi da Entertainment Weekly chamou o videoclipe de "tear-jerking", "que destaca sua profunda adoração mútua enquanto eles olham amorosamente nos olhos um do outro enquanto cantam a melodia." Cillea Houghton da ABC News observou que no vídeo "Gaga trata [a sessão de estúdio] mais como uma performance do que simplesmente cantar em um microfone, dançando ao lado de Tony enquanto eles cantam". Justin Curto da Vulture escreveu que no vídeo a dupla está "mostrando o tipo de conexão" entre si "que você simplesmente não pode formar ao longo de um dia no estúdio. O que eles estão vendendo? Vamos levá-la."
Em 2 de julho de 2021, Bennett e Gaga tocaram "Love for Sale" e outras músicas na frente de um público íntimo de estúdio na cidade de Nova Iorque. Foi gravado para MTV Unplugged, que foi ao ar na MTV em 16 de dezembro de 2021, enquanto a performance de "Love for Sale" também foi lançada como um vídeo independente no YouTube uma semana antes. A dupla deu uma performance no Radio City Music Hall em 3 e 5 de agosto de 2021, chamado One Last Time: a Evening with Tony Bennett and Lady Gaga, e "Love for Sale" foi um dos duetos que eles realizaram juntos. A performance foi posteriormente incluída em um especial de televisão de mesmo nome, que estreou na CBS e Paramount+ em 28 de novembro de 2021. Em 30 de setembro de 2021, Gaga cantou "Love for Sale" durante sua transmissão ao vivo no concerto em colaboração com Westfield. Ela cantou a música sem Bennett, que pouco antes se aposentou de se apresentar ao vivo por "ordens médicas". A faixa foi adicionada ao setlist da residência de Gaga Jazz & Piano em 14 de outubro de 2021. Antes da apresentação, Gaga disse: "Toda prostituta em Las Vegas canta essa música e se você não esteve com uma prostituta antes, é assim que vai ser... e eu não posso terminar a operação daqui, mas você sabe que o amor está à venda... Sou apenas uma prostituta bem paga que canta." Em 3 de abril de 2022, Gaga cantou a música junto com "Do I Love You" no 64º Grammy Awards.